# Johann Baptist Sigl

Johann Baptist Sigl

Johann Baptist Sigl (* 27. März 1839 in Ascholtshausen; † 9. Januar 1902 in München) war ein deutscher Journalist, Herausgeber und Politiker.

## Leben
Johann Baptist Sigl war der zweite Sohn des gleichnamigen Bauern und langjährigen Gemeindevorstehers Johann Baptist Sigl (1816–1890) und seiner Ehefrau Magdalena, geb. Daffner (1809–1880). Er wurde an seinem Geburtstag in der dortigen Pfarrkirche getauft. Seine Eltern hatten sieben weitere Kinder: Peter (1837–1838), Franz Xaver (* 1840), Magdalena (* 1842), Michael (* 1843), Wolfgang (1845–1846), Walburga (* 1848) und Kreszenz (* 1849). Zwei der Söhne starben kurz nach ihrer Geburt im Kindesalter.
Nach seinem Schulbesuch in Landshut studierte er ab 1860 an der Universität München zunächst Philosophie und Theologie. 1862/63 trat er in das Benediktinerkloster St. Bonifaz in München ein, verließ das Kloster jedoch nach vier Monaten wieder und studierte Rechtswissenschaften. Durch Vermittlung von Daniel Bonifaz von Haneberg OSB, Abt von St. Bonifaz, erhielt er Kontakt zu dem Publizisten und Politiker Josef Edmund Jörg. 1865 wurde er Redakteur des Volksboten für den Bürger und Landmann und des Straubinger Tagblatt; er berichtete 1866 als Kriegsberichterstatter aus Böhmen.
1871 gründete er die Katholische Volkspartei, die jedoch drei Jahre später aufgelöst wurde. 1892 engagierte er sich mit Georg Ratzinger bei der Gründung des Bayerischen Bauernbundes; seine Zeitung das Bayerische Vaterland wurde offizielles Organ des Bauernbundes. 1893 bis 1899 war Sigl Reichstagsabgeordneter für den Wahlkreis Niederbayern 6 (Kelheim). Im Reichstag schloss sich der parteilose Partikularist keiner Fraktion an. Von 1897 bis 1899 war er gleichzeitig Landtagsabgeordneter des Bauernbundes.

## Das bayerische Vaterland
Am 1. April 1869 gründete er die katholische, bayerische Zeitung Das bayerische Vaterland. Das bayerische Vaterland wurde bald bekannt und beliebt in ganz Bayern wegen seiner offenen Kritik am deutschen Reichskanzler und der deutschen Reichspolitik. Auch die anti-preußische Berichterstattung war ein wesentliches Merkmal seiner Zeitung. Gemeinsam mit der bayerischen Patriotenpartei warnte Sigl vor preußischem Militarismus und einem schwarz-weiß-rotem Kaisertum. Angesichts der hohen Verluste während des Krieges 1870 mit Frankreich nannte Sigl die neue deutsche Kaiserkrone nur die vergrößerte preußische Pickelhaube. Zur Reichsgründung 1870 schrieb Sigl im 'Bayerischen Vaterland': „Mehr Kriege, mehr Krüppel, mehr Totenlisten und mehr Steuerzettel...“.
Ihm wird der Ausdruck Saupreuß zugeschrieben. Den deutschen Reichskanzler Otto von Bismarck bezeichnete Sigl als preußischen Räuberhauptmann. Seine anti-preußische Berichterstattung und Beleidigung des deutschen Reichskanzlers Otto von Bismarck brachte ihm 1875 eine zehnmonatige Haftstrafe ein. 1878 war Sigl weitere drei Monate in Haft, er hatte den Kaiser nur als preußischen König tituliert.
Er war Mitglied der katholischen bayerischen Studentenverbindung K.B.St.V. Rhaetia München.